# Ecnomus allaeri
Ecnomus allaeri là một loài Trichoptera trong họ Ecnomidae. Chúng phân bố ở vùng nhiệt đới châu Phi.